# Riva (Bra)
Riva (Řa Riva o La Riva in piemontese) è una frazione del comune di Bra, in provincia di Cuneo.

## Geografia fisica
È situata a 3 km dalla città in direzione ovest, sull'asse stradale (SP48) che porta a Cavallermaggiore.

## Storia
In antichi documenti si parla di "capella cum cemeterio apud Ripam"; difatti, nella memoria degli anziani, un appezzamento di terreno tagliato a metà dall'attuale linea ferroviaria Bra-Cavallermaggiore, è denominato in piemontese "Pra dla capela".
Il nucleo centrale della frazione, posto a 284 metri s.l.m., è di fatto l'antica riva del fiume Tanaro, il quale scorreva tra monte Guglielmo (la collina posta a 290 metri s.l.m. sulla quale si addossa Bra "vecchia") e la sopraccitata Riva.
Il fiume cambiò percorso circa 220.000 anni fa dirigendosi verso Alba.
Già nel '300 nella zona pianeggiante che dalla Riva si estendeva verso Cavallermaggiore, si trovavano la maggior parte dei terreni coltivabili del comune di Bra. Proprio in questa zona si trova ancor oggi la cascina Quinto Bianco, antica stazione di pedaggio (confurcium Quinti) sita a cinque miglia da Pollentia, ove in epoca romanica transitavano tutte le merci provenienti dal Piemonte occidentale.
Grazie all'acqua proveniente dai canali della Veglia e del Grione, ma soprattutto alla sviluppo della canalizzazione voluta dal Duca Emanuele Filiberto detto Testa di Ferro, furono attivati nel 1507 un mulino a quattro ruote e nel 1580 una fucina (in attività ancora oggi).
Della cappella dedicata a San Lorenzo si parla già in un documento del 1614.
Dal 1716 fu più volte ristrutturata e restaurata seguendo lo stile “barocco molto semplificato” (nel 1816 le fu eretto di fianco il campanile), sino ad arrivare all'ultimo ampliamento del 1938.

## Vita sociale
Da sottolineare il fatto che già nel 1855, ventidue anni prima della Legge Coppino, i contadini costruirono una stanza adibita a scuola tra la sacrestia ed il campanile.
Dal 1967 al 2021 il pastore di questa piccola comunità è stato il salesiano Don Livio Greppi.
Dal 1975 assieme alle altre due frazioni agricole, Boschetto e Cà del Bosco, fa parte del Quartiere Tre Frazioni.
La festa patronale di San Lorenzo è tradizionalmente festeggiata la prima domenica di agosto.

## Economia
L'economia attuale è basata sull'agricoltura e su piccole imprese artigianali.